# Sugar Blue
Sugar Blue, geboren als James Whiting (Harlem, 16 december 1949), is een Amerikaanse bluesmondharmonicaspeler.

## Biografie
James Whitings ouders waren artiesten, die regelmatig optraden in het Apollo Theater in Harlem. Zijn eerste mondharmonica kreeg hij op 10-jarige leeftijd en reeds op 16-jarige leeftijd was hij onderdeel van het bluescircuit van Chicago. In 1976 vertrok hij naar Parijs, waar hij The Rolling Stones ontmoette.
Hij werd o.a. bekend door zijn werk met The Rolling Stones, Willie Dixon, Louisiana Red, Bob Dylan, Stan Getz, Ray Charles, Frank Zappa,Prince en verdere muzikanten. In 1985 kreeg hij een Grammy Award.
Toen Sugar Blue in 1980 zijn eerste soloplaat uitbracht, was hij al geen onbekende meer. Zijn bekendste werk is te horen in de song Miss You van The Rolling Stones. Vervolgens betrokken The Rolling Stones Sugar Blue steeds weer erbij.
Sugar Blue koos ervoor om eigen wegen te bewandelen, in plaats van vaste sideman te worden van The Rolling Stones. Zo heeft hij regelmatig eigen albums opgenomen, die zijn geworteld in de blues, maar vaak diens muzikale strategie lichten. Daarnaast is hij ook met andere projecten steeds weer verplichtingen aangegaan, o.a. met de band van Stan Getz.

## Discografie
- 1978: Red, Funk and Blue (Black Panther) (duo met Louisiana Red)
- 1979: King Bee (JSP Records) (met Louisiana Red)
- 1980: Crossroads (Blue Silver)
- 1982: From Chicago to Paris (Blue Silver)
- 1984: High Voltage Blues (JSP Records) (met Louisiana Red)
- 1991: Absolutly Blue (Seven Seas/King)
- 1994: Blue Blazes Alligator Records
- 1995: In Your Eyes (Alligator Records)
- 1998: The Blues Spectrum of Louisiana Red (JSP Records)
- 2007: Code Blue (Beeble)
- 2010: Threshold (Beeble)

- Gemeinsame Normdatei: 134961072
- International Standard Name Identifier: 0000 0000 5553 3876
- Library of Congress Control Number: n91069479
- MusicBrainz: 18d70123-8356-4ab8-a193-0ce0d58af90b
- Nationale Bibliotheek van Tsjechië: pna2005280999
- Nederlandse Thesaurus van Auteursnamen: 10087228X
- SNAC: w62m1q6d
- Virtual International Authority File: 60724219
- WorldCat: E39PBJfcTHmc7MvYcTxpbCbmVC